# Coleophora anaeli
Coleophora anaeli é uma espécie de mariposa do gênero Coleophora pertencente à família Coleophoridae.